# Nazionale femminile di rugby a 7 della Cina
La nazionale di rugby a 7 femminile della Cina è la selezione femminile che rappresenta la Cina a livello internazionale nel rugby a 7.
La nazionale cinese partecipa alle World Rugby Sevens Series femminili e alla Coppa del Mondo di rugby a 7, oltre a competere ai Giochi asiatici.

## Palmarès
- Giochi asiatici

Canton 2010: medaglia d'argento
Incheon 2014: medaglia d'oro
Giacarta 2018: medaglia d'argento
- Giochi dell'Asia orientale

Hong Kong 2009: medaglia d'oro

## Partecipazioni ai principali tornei internazionali
- 2020: 7º posto

- 2009: vincitore Bowl
- 2013: semifinale Bowl
- 2018: 12º posto

- 2010:  2º posto
- 2014:  1º posto
- 2018:  2º posto